# Estadi 24 de Setembre
L'Estadi 24 de Setembre (en portuguès: Estádio 24 de Setembro) és un estadi esportiu polivalent de la ciutat de Bissau, la capital de Guinea Bissau. Construït l'any 1989 i amb una capacitat de 20.000 seients, és l'estadi principal de la selecció de futbol de Guinea Bissau i de diversos clubs de la capital.

## Història
L'estadi es va construir als anys vuitanta i es va inaugurar l'any 1989. Du aquest nom en homenatge a la data de la independència de Guinea-Bissau, el 24 de setembre de 1973. Als anys 2012 i 2013, a l'estadi es van realitzar treballs de modernització i reparació, amb finançament xinès, arran dels danys patits durant un intent de cop d'estat al país.

## Activitat
L'estadi acull els partits a casa de la selecció nacional de futbol, organitzats per la Federació de futbol Guinea Bissau. També acull els partits de diversos clubs de la capital, com l'Sport Bissau e Benfica, l'Sporting Clube de Bissau, la União Desportiva Internacional de Bissau i l'Sport Clube dos Portos de Bissau. També acull competicions d'atletisme.
A part de l'esport, el recinte acull esdeveniments polítics, com ara la presa de possessió dels presidents Malam Bacai Sanhá el 2009 i José Mário Vaz el 2014.